# Шадіша Робінсон
Шадіша Робінсон (англ. Shadisha Robinson; нар. 12 липня 1985) — колишня американська тенісистка.
Найвищу одиночну позицію світового рейтингу — 416 місце досягла 14 липня 2003, парну — 556 місце — 28 липня 2003 року.
Здобула 1 одиночний та 1 парний титул туру ITF.

## Фінали ITF

### Одиночний розряд: 1 (1–0)
| Результат | Ранг | Дата     | Турнір             | Покриття | Суперниця     | Рахунок  |
| --------- | ---- | -------- | ------------------ | -------- | ------------- | -------- |
| Перемога  | 1.   | Лип 2002 | ITF Евансвілл, США | Тверде   | Дінна Робертс | 6–4, 7–5 |

### Парний розряд: 2 (1–1)
| Результат | Ранг | Дата     | Турнір              | Покриття | Партнерка       | Суперниці                  | Рахунок             |
| --------- | ---- | -------- | ------------------- | -------- | --------------- | -------------------------- | ------------------- |
| Перемога  | 1.   | Чер 2005 | ITF Гілтон-Гед, США | Тверде   | Робін Стівенсон | Енслі Карґілл Алік Цубанос | 6–3, 7–5            |
| Поразка   | 2.   | Лип 2005 | ITF Саутлейк, США   | Тверде   | Меґан Бредлі    | Енн Сміт Тара Снайдер      | 6–3, 6–7(4), 6–7(4) |